# Hanson E. Ely

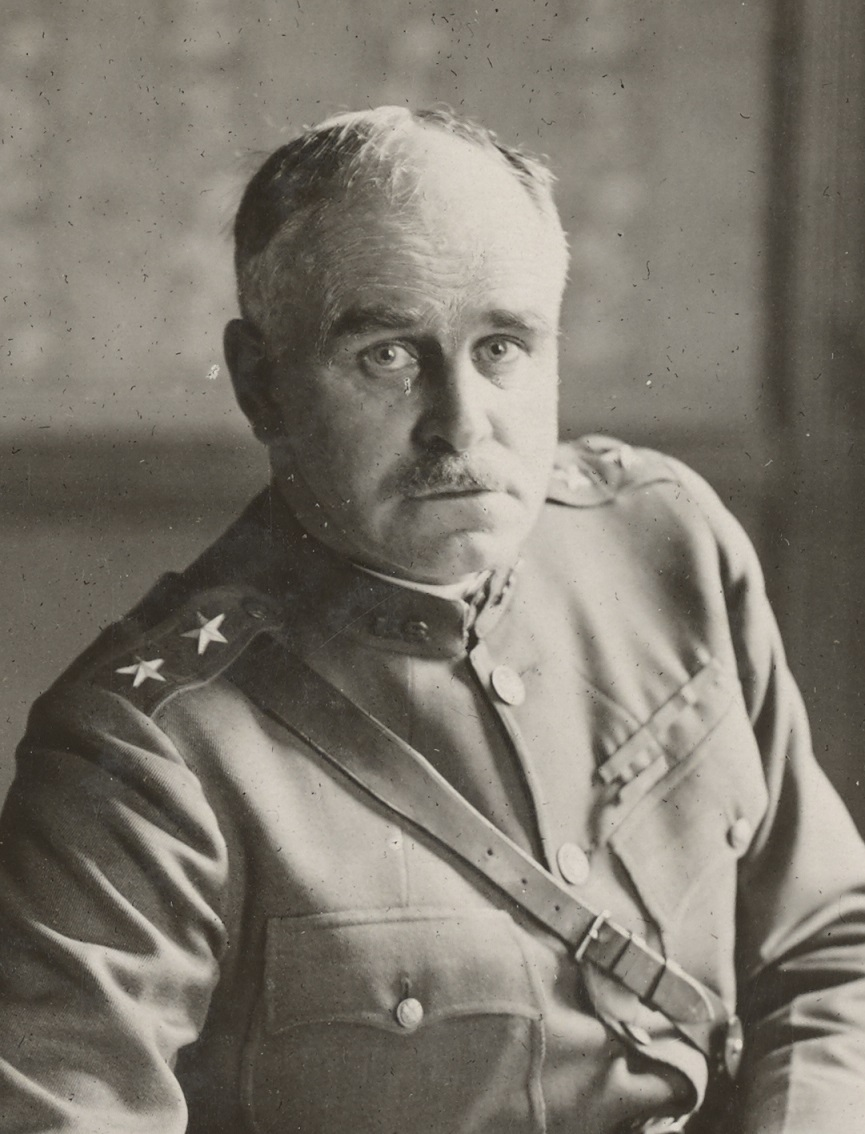
Hanson E. Ely

Hanson Edward Ely (* 23. November 1867 in Independence, Iowa; † 28. April 1958 in Atlantic Beach, Florida) war ein Generalmajor der United States Army. Er war unter anderem Kommandeur der 5. Infanteriedivision.
Hanson Ely war ein Sohn des Bürgerkriegsveteranen Eugene Hanson Ely (1839–1910) und dessen Frau Julia Lamb. Er besuchte die öffentlichen Schulen seiner Heimat sowie von 1887 bis 1891 die United States Military Academy in West Point. Nach seiner Graduation wurde er als Leutnant der Infanterie zugeteilt. In der Armee durchlief er anschließend alle Offiziersränge vom Leutnant bis zum Zwei-Sterne-General. Im Lauf seiner militärischen Karriere absolvierte Ely verschiedene Kurse und Schulungen. Dazu gehörten unter anderem die Infantry and Cavalry School und das United States Army War College.
In seinen jüngeren Jahren versah er den für Offiziere in den niederen Rangstufen üblichen Dienst in verschiedenen Einheiten und Standorten. Ely war zunächst in den Bundesstaaten Montana, North Dakota und Nebraska stationiert. In den Jahren 1897 und 1898 war er Dozent für Militärwissenschaft an der University of Iowa. Während des Spanisch-Amerikanischen Kriegs diente er im 22. Infanterieregiment, dem er bereits zuvor angehört hatte.
In den Jahren 1899 bis 1901 war er zur Zeit des Philippinisch-Amerikanischen Kriegs auf den Philippinen eingesetzt. Dort war er unter anderem in Luzon stationiert, wo er Stabsoffizier in einem Regiment war. Im Jahr 1906 war er Beobachter der kaiserlichen Manöver im Deutschen Kaiserreich. Danach war er in den Jahren 1907 bis 1912 erneut auf den Philippinen stationiert, wo er unter anderem Kompanieführer war. 1914 war Hanson Ely an der Besetzung von Veracruz beteiligt. Zwei Jahre später absolvierte er das Army War College.
Nach dem amerikanischen Eintritt in den Ersten Weltkrieg diente er in den Monaten Juli und August 1917 als Provost Marshal der American Expeditionary Forces. Danach kommandierte er das ebenfalls im Krieg eingesetzte 28. Infanterieregiment. Im Verlauf des Jahres 1918 erhielt er das Kommando über die 3. Brigade der 2. Infanteriedivision. Während seines Kriegseinsatzes war Ely an mehreren Schlachten beteiligt. Im weiteren Verlauf wurde er als Nachfolger von John E. McMahon mit dem Oberbefehl über die 5. Infanteriedivision betraut, den er zwischen dem 17. Oktober 1918 und dem 22. Juli 1919 innehatte. Nach seiner Rückkehr in die Vereinigten Staaten absolvierte er einen Auffrischungskurs am Army War College. Danach kommandierte er in Camp Travis in Texas erneut die 3. Brigade der 2. Infanteriedivision.
In den Jahren 1921 bis 1923 kommandierte Hanson Ely das Command and General Staff College in Fort Leavenworth in Kansas. Anschließend übernahm er bis 1927 die Leitung des Army War College in Carlisle in Pennsylvania. Es folgte eine Versetzung nach Governors Island, wo er bis 1931 die Second Corps Area kommandierte. Im November 1931 schied Hanson Ely nach Erreichen der Altersgrenze für Offiziere aus dem aktiven Militärdienst aus.
Er starb am 28. April 1958 und wurde auf dem Nationalfriedhof Arlington beigesetzt.

## Orden und Auszeichnungen
Hanson Ely erhielt im Lauf seiner militärischen Laufbahn unter anderem folgende Auszeichnungen:
- Distinguished Service Cross
- Army Distinguished Service Medal
- Silver Star
- Orden der Ehrenlegion (Frankreich)
- Kriegskreuz (Frankreich)